# Семененко, Пётр Пименович
Пётр Пименович Семененко — советский хозяйственный, государственный и политический деятель.

## Биография
Родился в 1912 году в селе Петрово-Свистуново в Запорожской области. Член КПСС.
В 16 лет окончил сельскую школу, уехал в Донецк получать профессию. Работал чернорабочим на азотном заводе, через 2 года электрослесарем на Рутченковской электростанции сначала младшим дежурным у щитаб позже - старшим. 
С 1930 года — на хозяйственной, общественной и политической работе. В 1930—1983 гг. — чернорабочий, бригадир литейной канавы мартеновского цеха, мастер канавы, мастер печей, начальник смены, помощник начальника цеха по литейному пролёту, заместитель начальника цеха, начальник мартеновского цеха, директор Серовского металлургического завода им. А. К. Серова.
За разработку и внедрение новой технологии изготовления и восстановления подин, обеспечивающей повышение производительности мартеновских печей был удостоен в составе коллектива Государственной премии СССР в области техники 1967 года.
Умер после 1983 года.